# Pražské bienále
Pražské bienále byla mezinárodní výstava soudobého výtvarného umění, která se obrok koná v Praze. Jejím organizátorem je Národní galerie v Praze. Akce byla založena roku 2003 a poslední ročník proběhl v roce 2013. 
První ročník probíhal ve Veletržním paláci. Druhý (2005) ve Veletržním paláci, klášteře sv. Anežky České a paláci Kinských. Souběžně ovšem v karlínské Thámově hale, neboť probíhal spor o užití názvu Pražské bienále či Prague biennale a v Praze se konaly dvě souběžné akce stejného jména. Třetí (2007) a čtvrtý ročník (2009) se uskutečnil v karlínské Thámově hale. Páté binále (2011) se konalo ve dvanáctipatrové hale Microna v Modřanech. Šestý ročník (2013) pak v prostorách bývalého nákladového nádraží Žižkov.